# True Love (canción de Cole Porter)
«True Love» es una canción de Cole Porter publicada en 1956. La canción fue introducida por Bing Crosby y Grace Kelly en la película  Alta sociedad. La versión de Crosby que es la original  acompañada de la orquesta de estudio de Johnny Green usando un arreglo de Conrad Salinger  fue todo un éxito alcanzó el número cuatro en los charts del  Reino Unido, el número tres en Australia y el número uno en  Países Bajos. True Love fue nomidada a los  Premios Oscar  en la categoría de mejor canción .
Posteriormente muchos artistas musicales han cubierto la canción desde su lanzamiento, incluidos Richard Chamberlain, Nancy Sinatra, George Harrison, Shakin' Stevens, Elton John y Kiki Dee.
La colaboración de Grace Kelly en la canción es prácticamente nula, limitándose al coro realizado junto con Bing en la estrofa final. No obstante, el sencillo coacredita a Kelly y se convirtió en su único disco de oro, así como en el vigésimo primero para Crosby.

## Versiones
Elvis Presley grabó una versión de «True Love» que fue incluida en el álbum Loving You (1957). Ricky Nelson también incluyó una versión del tema en su álbum debut Ricky (1957). Shelley Fabares grabó una versión de la canción para su álbum Shelley!, publicado en 1962. Al Hirt también publicó el mismo año una versión para el álbum Trumpet and Strings. The Everly Brothers grabaron una versión para el álbum de 1962 Instant Party. En 1961, Patsy Cline versionó la canción en su segundo álbum de estudio, Patsy Cline Showcase.
Otras versiones que alcanzaron un notable éxito incluyeron la de Jack Jones, como tema final de There's Love and There's Love and There's Love, un álbum de canciones románticas arregladas por Nelson Riddle, la de Richard Chamberlain, cuyo sencillo alcanzó el puesto 60 en 1963, y una versión de George Harrison publicada en el álbum de 1976 Thirty Three & 1/3 y como tercer sencillo del álbum.